# Chequers
Chequers je panské sídlo nedaleko Aylesbury v anglickém hrabství Buckinghamshire, které slouží jako venkovská rezidence britských předsedů vlády. Nachází se na úpatí Chiltern Hills asi 60 km severozápadně od Londýna. Zámek je obklopen rozsáhlým parkem, areál má celkovou rozlohu 600 hektarů.
Panský dům zde stál již ve dvanáctém století, současná rezidence byla postavena v polovině šestnáctého století pro Williama Hawtreyho. Její název je odvozen buď od jeřábu břeku, anglicky chequer tree, nebo od titulu His Majesty’s Exchequer (Pokladník Jeho Veličenstva), který měl původní majitel blízké vsi Ellesborough Elias Ostiarius.
Pobývala zde Lady Mary Grey, sestra Jany Greyové vykázaná od královského dvora. Jedním z majitelů byl John Russell, vnuk Olivera Cromwella, který zde shromáždil bohatou sbírku cromwellovských memorabilií. V devatenáctém století proběhla rozsáhlá rekonstrukce v novogotickém stylu, park upravil zahradní architekt Henry Avray Tipping. Od roku 1912 byl majitelem Arthur Hamilton Lee, za první světové války zámek sloužil jako vojenská nemocnice. Lee neměl vlastní potomky a proto Chequers odkázal státu jako premiérskou rezidenci. Důvodem bylo, že ve dvacátém století se do čela vlády začali dostávat lidé, kteří nebyli šlechtického původu a neměli tedy vlastní venkovská sídla, kde by trávili volný čas a přijímali návštěvy. Zákon o přijetí Chequers z prosince 1917 je prvním oficiálním dokumentem, kde je použito označení Prime Minister. Prvním premiérem, který se sem nastěhoval, byl v roce 1921 David Lloyd George.
V roce 1940 zde byl pokřtěn Winston Spencer-Churchill, vnuk Winstona Churchilla. Od roku 1955 je rezidence chráněna jako Listed building stupně I. V březnu 1990 na Chequers svolala Margaret Thatcherová tajnou poradu o postoji Spojeného království ke sjednocení Německa, prozrazení této akce zhoršilo vztahy mezi oběma zeměmi. Manželka Johna Majora Norma Majorová o tomto místě napsala knihu Chequers: The Prime Minister's Country House and Its History. Theresa Mayová zde v roce 2018 sestavila soubor návrhů na spolupráci Spojeného království s Evropskou unií po brexitu, neoficiálně nazvaný Chequers plan.